# Quận Bent, Colorado
Quận Bent là một trong số 64 quận của tiểu bang Colorado của Hoa Kỳ. quận này được đặt tên để vinh danh William Bent biên giới thương nhân. Dân số của quận đạt mức 5998 người theo cuộc điều tra dân số Hoa Kỳ năm 2000 2. Quận lỵ đóng ở thành phố Las Animas.

### Lịch sử
Quận Bent được tạo ra bởi các cơ quan lập pháp bang Colorado vào ngày 06 tháng 2 năm 1874 khi quận Greenwood County, một quận được lập chỉ bốn năm trước đó, đã bị giải thể và chia thành các quận Bent và Elbert. Tại thời điểm tạo lập quận, nó bao gồm một phần lớn của Đông Nam Colorado. Năm 1889, quận Bent đạt mức ranh giới hiện tại của nó khi nhiều khu vực của quận bị tách ra để tạo ra các quận mới Cheyenne, Lincoln, Kiowa, Otero, và Prowers.

## Địa lý
Theo Cục Điều tra Dân số Hoa Kỳ, quận có tổng diện tích là 1.541 dặm vuông (3,991.2 km2), trong đó 1.514 dặm vuông (3,921.2 km2) là đất và 27 dặm vuông (69,9 km2) (1,77%) là diện tích mặt nước.

## Các quận lân cận
- Quận Kiowa - phía bắc
- Quận Powers - phía đông
- Quận Baca - phía đông nam
- Quận Las Animas - phía tây nam
- Quận Otero - phía tây